# بیولوژی نص
بیولوژی نص: نشانه‌شناسی و تفسیر قرآن کتابی از علیرضا قائمی نیا است که در سال ۱۳۸۹ منتشر و در مراسم کتاب سال جمهوری اسلامی ایران به‌عنوان کتاب برگزیده معرفی شد.